# Jezioro Chalińskie Małe (gmina Sieraków)
Jezioro Chalińskie Małe (inaczej Małe) – jezioro morenowe w woj. wielkopolskim, w powiecie międzychodzkim, w gminie Sieraków, leżące na terenie Pojezierza Poznańskiego.

## Dane morfometryczne
Powierzchnia zwierciadła wody według różnych źródeł wynosi od 17,5 ha do 20,5 ha. 
Zwierciadło wody położone jest na wysokości 38,5 m n.p.m. lub 39,5 m n.p.m. Średnia głębokość jeziora wynosi 9,5 m, natomiast głębokość maksymalna 23,3 m.
W oparciu o badania przeprowadzone w 2002 roku wody jeziora zaliczono do III klasy czystości.

## Hydronimia
Według urzędowego spisu opracowanego przez Komisję Nazw Miejscowości i Obiektów Fizjograficznych (KNMiOF) nazwa tego jeziora to Jezioro Chalińskie Małe. W różnych publikacjach i na większości mapa topograficznych jezioro to występuje pod nazwą Małe.